# 归佾
歸佾（？—？），江苏吴县人。
唐宣宗時兵部尚書歸融之孫。父歸仁紹為咸通十年（869年）己丑科狀元。歸佾是唐昭宗光化四年（天复元年，公元901年）辛酉科状元。歸佾之弟歸系，為唐哀帝天祐二年狀元。其余事迹不详。